# اخترحمیدخان
اخترحمیدخان(زاده ۱۵ ژوئیه ۱۹۱۴ – درگذشته ۹ اکتبر ۱۹۹۹) یک دانشمند پاکستانی در زمینه توسعه اقتصادی و علوم اجتماعی بود. او توسعه روستایی مشارکتی را در پاکستان و سایر کشورهای در حال توسعه ترویج داد و به‌طور گسترده‌ای از مشارکت جامعه در توسعه حمایت کرد. مشارکت ویژه او ایجاد یک پروژه جامع برای توسعه روستایی، مُدل کامیلا (۱۹۵۹) بود. به خاطر این کار برنده مدال رامون ماگسایسای از فیلیپین و دکترای افتخاری حقوق از دانشگاه ایالتی میشیگان شد.